# Siracusa nell'Odissea
La possibile presenza di Siracusa nell'Odissea di Omero è stata analizzata da diversi storici, partendo dai più antichi come Esiodo, i quali hanno cercato di individuare nel poema epico, dei riferimenti al territorio geografico dell'antica Siracusa.

## Negli omerici racconti

### Il popolo dei Feaci
La storia più antica di Sicilia - che qui per la sua vastità verrà trattata solo come parentesi introduttiva - incominciò, secondo la Genesi, da Elisa, pronipote di Noè e primogenito di Javan, che a sua volta era figlio di Jafet. Secondo la Tavola delle Nazioni - stilata dopo l'universale Diluvio - Jafet fu il padre degli Europei, mentre suo figlio Javan fu il fondatore della Grecia, ed Elisa, nato per questo motivo dal greco linguaggio, spettò il compito di popolare le isole del mar Mediterraneo. Fu il primo a venire in Sicilia, e secondo Eusebio di Cesarea - che pare traesse le sue principali fonti da Sesto Giulio Africano - egli diede il nome agli abitanti di Sicilia: Elisa a quo Siculi. 

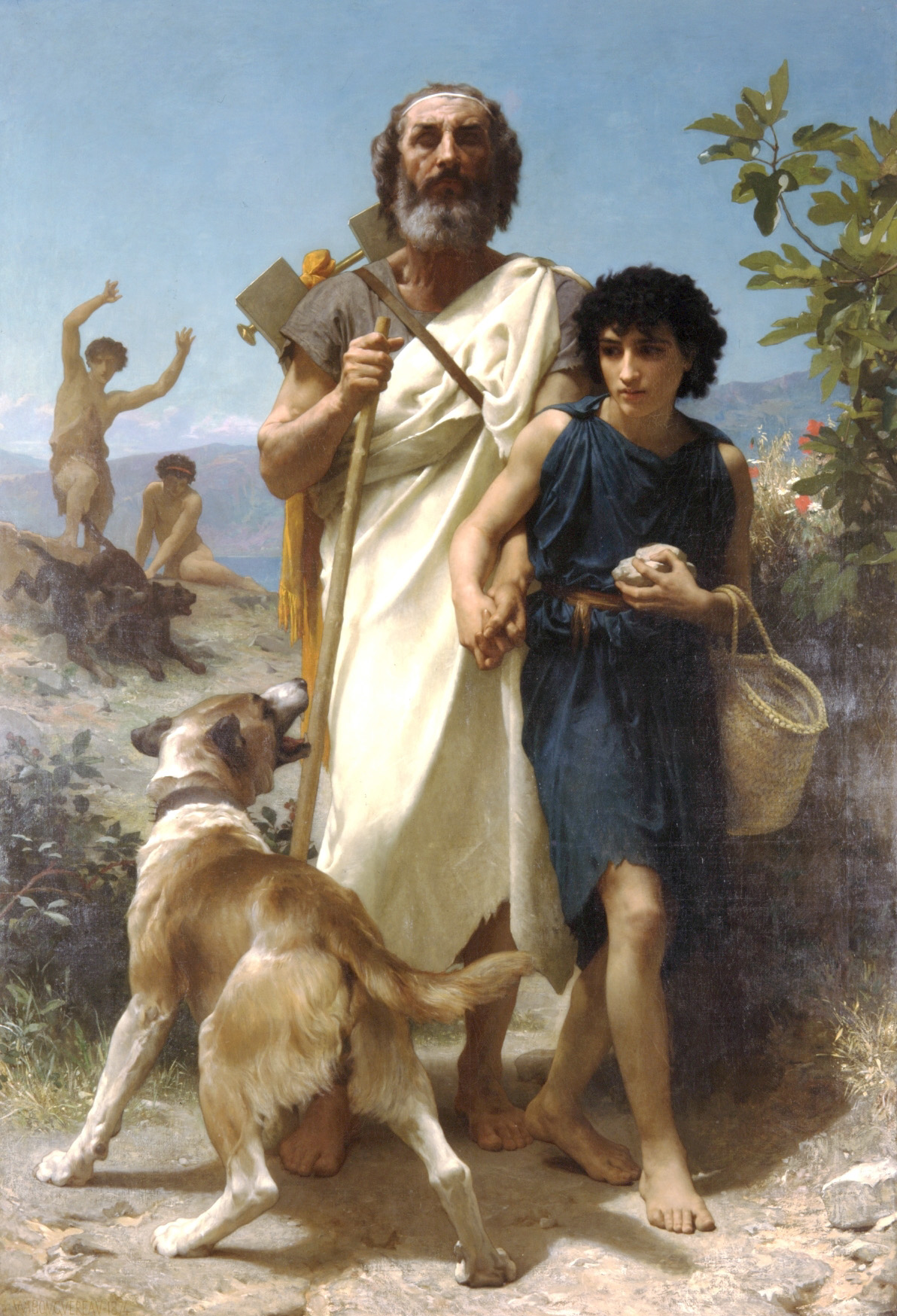
LOdissea di Omero; sono numerosi gli studiosi che hanno analizzato le analogie tra le parole di Omero e i siti della futura Siracusa.

Ciò che concerne la storia siracusana, secondo alcune interpretazioni, è la figura di Elisa che condusse presso l'Ortigia il popolo dei Feaci; uno dei primi giunti insieme ai Ciclopi, Lestrigoni e Lotofaci. Ed è da qui che iniziano gli inseparabili riferimenti agli scritti omerici; poiché Omero diviene fonte primaria per narrare l'esistenza di tali mitiche popolazioni.
(Bertrand Westphal - studioso di geocritica - in Geocritica. Reale finzione spazio, p. 114)
I Feaci abitavano in una località chiamata Hyperia (la cui etimologia potrebbe significare luogo al di là della terra conosciuta), la sua collocazione si ipotizza potesse essere tra la Sicilia sud-orientale; nello specifico è l'erudito di lettere greche, Valguarnera Mariano, a proporre l'Ortigia siciliana come sede di tale popolo. Poiché, dice egli, l'omerica Hyperia era circondata dalle acque, aveva una fonte: «de Hyperia fonte Homerus» che potrebbe essere quella di Aretusa. Inoltre il Valguarnera si avvale delle parole di Stefano Bizantino, il quale informa di un'undicesima colonia di Argo, appellata come Argo città Hiperia de' Feaci, ed egli sostiene possa essere Siracusa. Ma la sua tesi non ha trovato consenso, e la storiografia - oltre a ritenere di difficile collocazione tale toponimo omerico - è più concorde nel valutare l'ipotesi che l'Hyperia sede dei Feaci fosse la terra di Kamarina (futura colonia dell'espansione aretusea), derivata dal nome del fiume Hyppari, che in quella località scorre.

### Esiodo, il frammento di papiro e l'Eubea
Il poeta epico Esiodo, il quale si suppone fosse contemporaneo di Omero, menziona Siracusa nel viaggio dell'eroe di Itaca. Il suo scritto risiede su un frammentato di papiro, nel quale egli nomina distintamente i luoghi di Ortigia e dalla vicina "montagna scoscesa e dirupata" identificata con l'Etna. Lo scritto papiraceo di Esiodo è supportato anche da Eratostene di Cirene - tra gli altri suoi mestieri, geografo e poeta alessandrino - il quale sostiene che Esiodo realmente conoscesse i luoghi visitati da Ulisse, e che compensando alla vaga collocazione geografica fornita da Omero, volutamente sfocata, egli abbia dato i nomi alle località occidentali toccate dall'eroe di Itaca.
Inoltre diversi storici concordano nel dire che Omero abbia precisamente tracciato le rotte storiche, realmente compiute, dai marinai dell'Eubea; unico toponimo marinaro che Omero rivela esplicitamente. E Siracusa fu toccata in maniera importante da queste rotte. Ad esempio alcune tradizioni greche narrano che esistevano 8 fonti d'Aretusa, delle quali Stefano di Bisanzio ne ricorda 4; e 1 di queste si trovava ad Itaca, la patria dell'eroe Ulisse. Tutte le fonti aretusee si narra fossero di fondazione eubea; compresa quella siracusana.

### Trinacia, l'isola del Sole di Omero

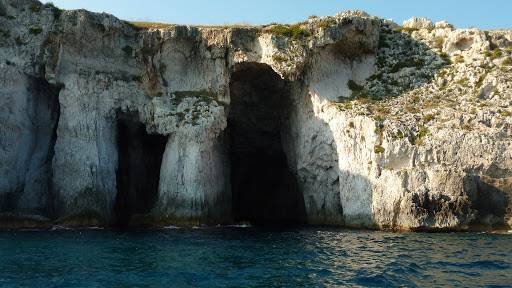
Delle alte spelonche nella costa siracusana. Le "Cupe Spelonche" omeriche, sono geograficamente presenti in vasta parte del territorio aretuseo. Sia per mare che per terra. Si è ipotizzato che le profonde e labirintiche spelonche del Plemmirio potessero essere la sede di Ogigia; dove risiedeva la dea Calipso: «Ella m'accolse e m'ospitò di cuore e mi nutriva, nelle cupe spelonche» dice Ulisse.

Secondo diversi storici, i siti aretusei sarebbero stati realmente d'ispirazione omerica. Il noto professore settecentesco di lettere greche, Giacomo Martorelli, nei suoi scritti asserisce che Omero quando parla dell'isola del Sole non si riferisce alla Sicilia ma a Siracusa. Spiega egli che Omero chiama l'antica Sicilia con il nome di Σικελία e mai la nomina con quello di Θρινακία, il cui nome insulare sarebbe invece riferito alla località siracusana. Dice Ulisse nella narrazione di Omero:
Il Martorelli sostiene che la Trinacria - Τρινακρία - non sia il termine originario scritto da Omero; il quale come è noto indicò l'isola con l'appellativo di Θρινακία; in seguito la Θ divenne Τ. E non chiamandola mai Sicilia - la già menzionata Σικελία - la sua identificazione con l'isola maggiore del Mediterraneo è stata un errore degli studiosi postumi di Omero. Poiché, sostiene il Martorelli - appoggiato nello scritto dal suo allievo Michele Vargas Macciucca - il poeta Omero non dice che quell'isola sia vasta o grande, come doveva apparire la Sicilia, né la descrive fertile, anzi egli dice che è angusta, e il cibo era rappresentato dal solo gregge sacro al sole - quindi intoccabile - come tentazione per la ciurma di Ulisse. Passa poi a enumerare le analogie che vi sono tra Ortigia e l'isola del sole: la fonte nei pressi del mare, identificabile con quella di Aretusa che confina con le acque salate; la solitaria spelonca, e il Fazello nei suoi scritti afferma che nell'isolotto siracusano vi era presente una tale grotta: «uno ambisus stadio a SPECU, unde nume exundat». E poi le ninfe che l'omerico racconto colloca sempre in piccole isole impervie. In base a tutto ciò lo studioso greco si dice convinto che la Trinacia altri non fosse che l'isola di Ortigia, il cui nome fu erroneamente così mutato nel tempo:
Il Martorelli vuole dare al termine Trinacia - e di conseguenza Θρινακία che sarebbe Ortigia - un'origine fenicia, dimostrando la solida influenza che quel popolo ebbe nei luoghi successivamente toccati dai greci. Tesi rigettata da altri autorevoli studiosi, come Luigi Pareti, il quale afferma che sia in Sicilia che in Italia la derivazione degli alfabeti non sembra provenire direttamente dai prototipi fenici ma dagli intermediari alfabeti greci, e che nella zona orientale dell'isola, e nell'Italia, i rapporti con i fenici furono commerciali e incominciarono solo nel VI secolo a.C., dopo la fondazione di Gela.

### Aretusa, Ortigia e Syra

#### Il racconto di Eumeo a Ulisse

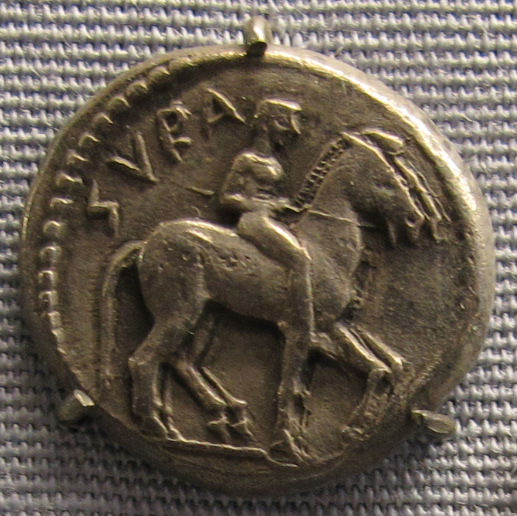
Moneta siracusana, risalente al VI secolo a.C.; con la scritta SYRA. Collocata presso il Staatliche Münzsammlung München in Germania.

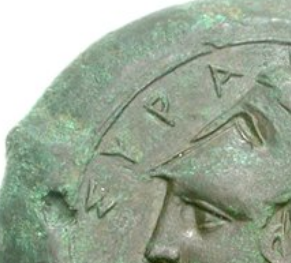
Altra moneta siracusana, stavolta di IV secolo a.C., con la scritta ΣΥΡΑ

Sono diverse le collocazioni che nel tempo si sono cercate di dare ai luoghi aretusei all'interno dell'Odissea. Tuttavia la parte più interessante di tale analisi omerica, riguarda sicuramente la narrazione in cui viene descritta la terra natia di Eumeo, il porcaro di Ulisse; qui infatti avvengono tre forti analogie toponomastiche con i siti siracusani, rappresentate dalla menzione di una fonte Aretusa (che sgorga ad Itaca nell'Odissea) e l'isola di Ortigia adiacente a una città chiamata Syra (o Syria).
Tali analogie hanno ovviamente spinto nel corso dei secoli molti studiosi e scrittori a formulare numerose e diverse ipotesi, cercando di carpire quale fosse la geografia reale che ispirò la narrazione di Omero. Nel libro XV dell'Odissea Eumeo così racconta al suo ospite Ulisse la storia delle sue origini:
(Omero, Odissea, libro XV, vv. 402-404)
Eumeo prosegue con la descrizione interna della sua terra, descrivendola non molto popolosa ma ricca d'ogni bene, dei quali gli uomini possono nutrirsi. Ne delinea infine l'aspetto politico dicendo che le due città - Ortigia e Syria - si sono divisi i compiti:
(Omero, Odissea, libro XV, vv. 412-414)
Il servo di Ulisse gli racconta successivamente di come sia stato rapito a causa di mercanti fenici e portato presso Itaca, dove venne cresciuto da Laerte, padre di Ulisse. Tale racconto venne fatto dopo che la dea Atena aveva detto ad Ulisse di andare alla fonte Aretusa, per trovare il fedele uomo Eumeo:
(Omero, Odissea, XIII, vv. 407-410)
La fonte Aretusa di Itaca è stata dettagliatamente descritta da Heinrich Schliemann; l'archeologo tedesco visitandola l'ha trovata ancora attiva ma molto lenta, però aggiunge che nell'antichità essa doveva apparire imponente col suo scorrere veloce. Sulle possibili analogie con i luoghi aretusei in questi passi, si sono soffermati molti studiosi. Il traduttore inglese di Omero, Samuel Butler, nelle sue note sull'opera, ipotizza l'esistenza di una Siracusa preistorica già nota ai tempi degli omerici racconti: 
(Samuel Butler, The Homer Anthology - The Odyssey, 1897, nota 134)

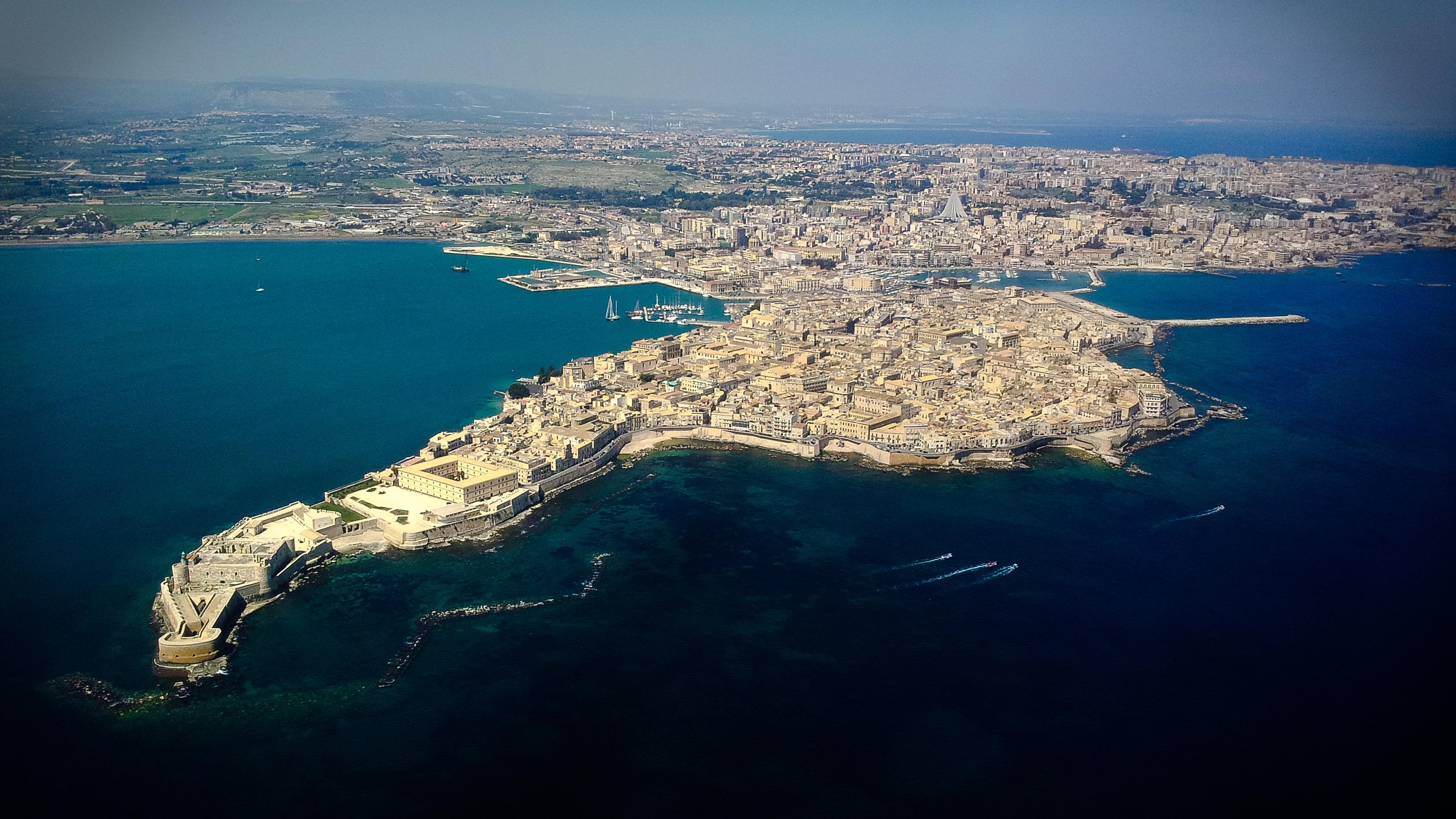
Siracusa e Ortigia viste dall'alto; rappresentano la maggiore contrapposizione alla versione Syrios e Delos per il passaggio omerico.

Il filologo classico, Vincenzo Di Benedetto, analizzando detto passaggio riscontra delle concrete possibilità su tale collocazione omerica, poiché dice egli, tra l'altro citando il parere concorde del linguista Jacob Wackernagel, il sole non inverte il suo percorso ad Oriente, ma ciò avviene ad Occidente. Per cui tale fenomeno terrestre farebbe escludere le possibili collocazioni orientali che diversi studiosi hanno dato al passaggio dell'Odissea.

Si è detto che essa potesse trovarsi nelle Cicladi, nel mare Egeo, a Delo; la nota isola della leggenda di Artemide e Apollo. Lì dove nelle vicinanze di Rhenea sorge l'isola di Siro. Ma tale ipotesi, nonostante mostri apparentemente una lineare logica da seguire, reca invece i suoi punti interrogativi. L'isola egea di Syra un tempo non si chiamava così; il suo nome originario era Syros, cambiato poi nel corso dei secoli posteriori ad Omero, ed inoltre il termine originario nell'Odissea è Ortigia non Delo, per cui dato che non vi è certezza su quando l'isola mitologica delle Cicladi abbandonò il proprio nome ortigiano, ciò non rende possibile alcuna solida sentenza a favore di una collocazione omerica egea.

#### I Fenici e la frase omerica sul sole
Un altro grande interrogativo tra gli studiosi di Omero, e della grecità occidentale, è rappresentato dall'incognita dei fenici; Eumeo viene rapito da mercanti fenici che erano soliti frequentare quei luoghi. Da questo passaggio, se fosse riferito ai siti siciliani, si dedurrebbe quindi una frequentazione molto antecedente delle popolazioni fenicie in territorio siculo-orientale. Ipotesi che non trova una critica positiva, poiché, soprattutto l'archeologia, non ritiene che vi fossero impianti fenici in zona prima della colonizzazione dorico-corinzia. Lo stesso Butler annota che Paolo Orsi - tra i più noti scopritori delle archeologie siracusane - gli fece presente che vi erano tracce di altre comunità pre-doriche solamente in due punti ben definiti sulla terraferma siracusana:
Naturalmente bisogna considerare che il linguista Samuel Butler annotava ciò in epoca fine-ottocentesca. Ma anche la toponomastica non è incline ad assegnare origini fenicie all'area aretusea; Pareti ad esempio è cauto nell'affermare una possibile presenza fenicia in Sicilia fin dai tempi delle guerre troiane, e, come visto precedentemente, sostiene che i contatti tra siracusani e fenici non possano essere avvenuti prima del VI sec. a.C. Altri studiosi invece sostengono tale origine, il maltese Bras definisce Siracusa come  'anticamente Colonia dei fenici' , associandola a Malta; che egli dice essere stata anch'essa interessata da tale popolazione. Il Martorelli è fermo sostenitore di un'origine fenicia sia per Siracusa che per i luoghi magno greci come la Campania; egli infatti colloca Syra e Ortigia rispettivamente a Ischia e Pozzuoli, presso la regione cumano-napoletana, poiché, secondo lui, Omero con Ortigia non intendeva dire un'isola ma la terraferma, e Pozzuoli anticamente era detta Ortigia, così come Ischia era anticamente detta Syra o Assyra. Le parole del dotto linguista hanno ovviamente suscitato molta curiosità, e in certi casi seguito, negli studiosi postumi del suo periodo. Il dato più interessante che riguarda la regione aretusea è che i siracusani hanno toccato i luoghi campani elencati dal Martorelli; nel V secolo a.C. infatti essi, dopo aver combattuto contro gli etruschi nelle acque cumane, si stabilirono presso delle cittadelle, come quella posta ad Ischia, chiamata Pithecusa, dalla cui zona vennero scacciati a causa di una violenta eruzione vulcanica che distrusse tutto ciò che avevano costruito. E proprio al calore del vulcano, secondo il Martorelli, sarebbe legato l'origine del nome di Ortigia a Pozzuoli: deriverebbe dal fenicio Orthich e vorrebbe dire "acque bollenti", nome datole per via degli effetti fisici dell'area vulcanica. Ma questa etimologia non trova riscontri, eccetto con una possibile interpretazione del termine in un dizionario di metà ottocento, a firma di Francesco Saverio Villarosa, dove sotto la voce di Ortigia vi è scritto "emblema del fuoco", ma sempre riferito alla quaglia, per cui l'Ortyx, Coturnix che il Martorelli non accetta. Ma che il nome di Ortigia sia legato all'emblema del sole, e al culto di Diana, non sembrano esserci dubbi, infatti è lo stesso Omero a specificare ciò che accadeva nella patria di Eumeo:
(Giovanni Battista Rampoldi citando Cicerone, in Corografia dell'Italia, Volume 3, 1834, p. 1034)

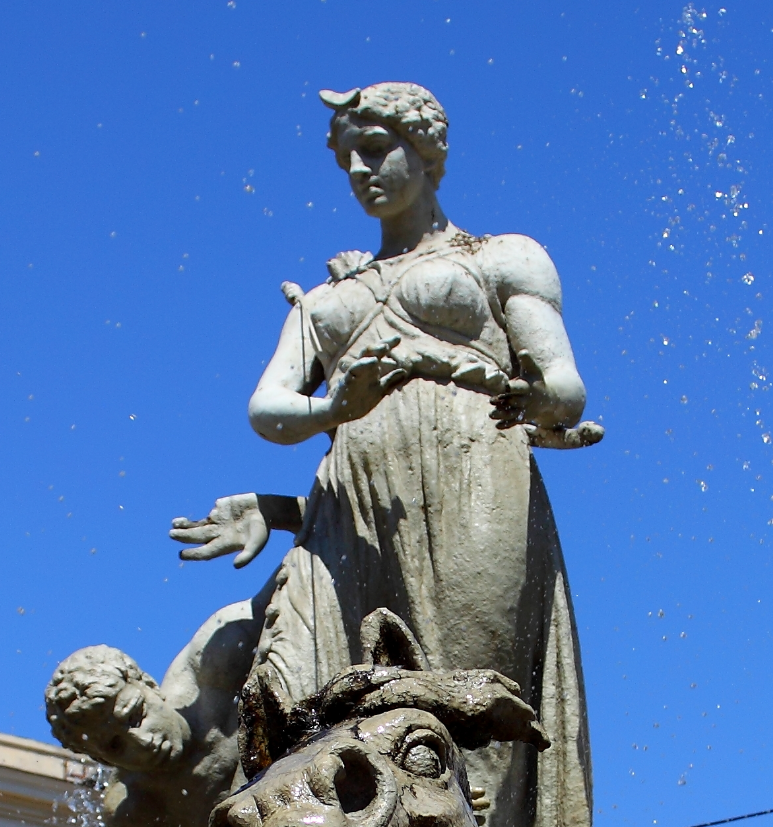
La dea Artemide - poi Diana - siracusana; ella pare rappresentare insieme ad Apollo, dio del sole, l'emblema di tutte le Ortigie, come quella di Omero posta adiacente a Syra.

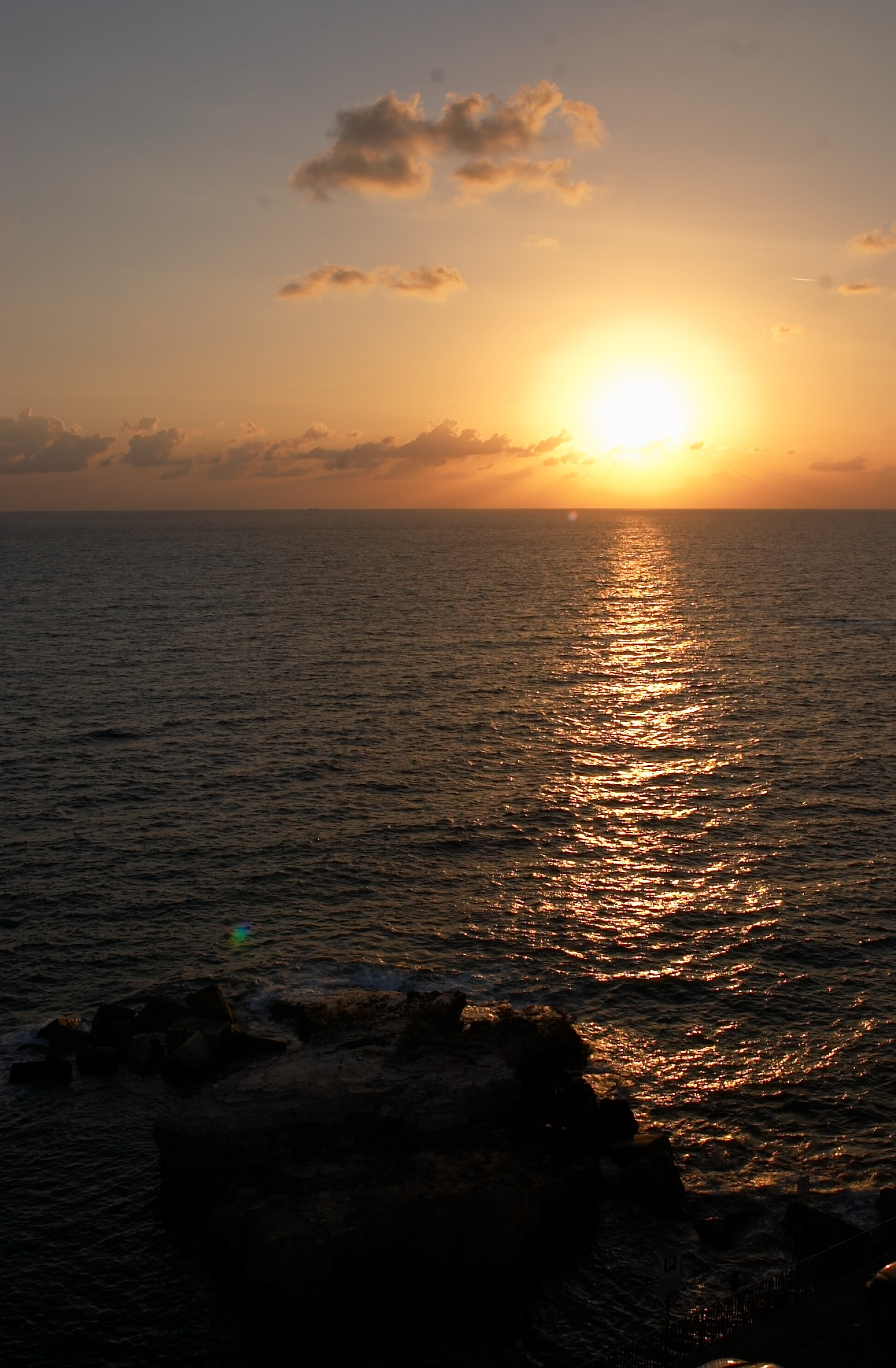
Un'alba di Siracusa; la frase omerica tradotta in latino Conversiones Solis, pone al centro dello studio l'osservazione del sole per poter meglio comprendere il luogo ignoto di cui si parla nell'Odissea.
Dice di Siracusa Giovanni Battista Rampoldi:

Il Martorelli sostiene che Omero quando parla di "inversione del sole" voglia essere solo metaforico, cioè che inventi la sede dei solstizi del sole, e che in realtà le parole omeriche altro non vogliano dire se non il segnalare il naturale tramontare e sorgere del sole; il giorno e la notte nelle avventure di Ulisse. Ma è lo stesso dotto napoletano a informare sul parere contrario di altri studiosi, i quali non concordano e sostengono piuttosto che Omero con i termini τροπαὶ ἠελίοιο intendesse proprio riferirsi all'orientamento solare. Eustazio di Tessalonica dice che il verso omerico indicava dove il sole andava a tramontare; giungendo in Syra, il luogo custode dello Spelaion o della Solis Speluncam; la grotta dell'astro.
La filologa francese Anne Le Fèvre Dacier concorda con il connazionale Samuel Bochart, il quale afferma che τροπαὶ ἠελίοιο altro non fosse che un eliotropio costruito dai fenici sull'isola di Syra. Di questo quadrante solare omerico parla anche il Romanelli, collocandolo all'interno del tempio-spelonca, costruito da Ferecide di Siro. Antoine Court de Gébelin annota che questa semplice maniera di contare i giorni del solstizio e dell'equinozio con la lunghezza dell'ombra proiettata sull'eliotropio fu la prima inventata dagli uomini. Ma tale maniera non era nota solamente a Syrios; anche a Siracusa, come informa Plutarco, vi era collocato un eliotropo presso l'Acradina Il Fazello così lo descrive:
Di questa sfera del sole parla anche Cicerone, ma non era quella posta in Acradina, bensì era un'altra più evoluta sfera fabbricata tempo dopo da Archimede e così descritta dall'oratore romano:
La sfera di Archimede è ovviamente posteriore al più primitivo eliotropio che il Romanelli colloca a Syros. Ma il primo eliotropio di cui si ha notizia a Siracusa, ovvero quello dell'Acradina, era stato collocato all'interno del tempio dedicato a Bacco - il cui nome rappresentava uno degli antichi appellativi del sole - e dove venne introdotto il culto di Aristeo, figlio di Apollo. Ancora si hanno notizie di un altro conteggio dei movimenti solari, il quale avveniva presso il Tempio di Minerva, in Ortigia, per osservare gli equinozi. Tale disegno fu attribuito ad Archimede, ma non vi è comunque certezza se si trattasse di un'opera ad esso precedente o posteriore:
(Francesco di Paola Avolio, Dissertazione sopra la necessità ed utilità di ben conservarsi gli antichi monumenti di Siracusa, 1806, p. 162)
Se anche le parole di Omero dunque, avessero voluto significare un luogo dove si sarebbe tenuto il calcolo dei solstizi ed equinozi - ovvero di quando il sole si avvicina e si allontana da noi - ciò non avrebbe escluso la Syra e l'Ortigia siciliana dove vi sono tracce di un antico avvicinamento sia a tali tecniche fisiche e sia ad un profondo culto del sole; ad esempio qui nacque il primo tempio dorico dell'Occidente dedicato ad Apollo, e sempre qui, tra le leggende, vi si narrava che i due fratelli gemelli degli astri, Apollo e Artemide, fossero nati l'uno a Delo e l'altra a Ortigia.

#### Nella cronologia di Omero
Dopo aver analizzato le possibili letture sull'emblematica frase solare scritta da Omero, rimane infine un ultimo importante punto contemplato dagli studiosi; Omero dice esplicitamente che Syra fosse un'isola, mentre è noto che Siracusa nacque sulla terraferma. Tra pareri discordanti, vi è chi sostiene che il poeta volesse in realtà riferirsi a una penisola e non a un'isola, e chi invece sostiene che Omero idealizzi la politica comunitaria di un'appena nata Siracusa - colonia greca - ponendola su una falsa isola. Altri ancora hanno ipotizzato che l'isola di Syra in realtà non sia mai esistita.
Tuttavia se tale ipotesi omerica corrispondesse realmente alla località siracusana, ciò vorrebbe dire che il nome e la città di Syracosion esistevano ancor prima della fondazione corinzia di Archia, come ha ipotizzato tra le sue note il Butler, o che Omero, essendo egli vissuto al tempo della formazione e della prima crescita di queste colonie greco-occidentali - come Nasso, Leontini, Catania, Megara e appunto Siracusa - avesse scritto l'Odissea nella «stagione più intensa» tra gli scambi e i contatti che vi erano sorti nella Megale Hellàs; da qui dunque le informazioni giuntegli sulla neo-nata Siracusa e la sua trasposizione nei luoghi d'Ulisse. Questa seconda ipotesi si avvicinerebbe a quanto asserisce lo studioso di geo-critica, Bertrand Westphal, il quale sostiene, in un'altra tesi ancora che si distacca dalle due precedenti, che non si possono cercare i luoghi omerici su una carta geografica attuale, poiché fu l'ispirazione poetica a trattare i contorni fisici della mappa di Ulisse, e non avvenne il contrario di ciò.
(Lucantonio Conte Floridi, Osservationi sulla Cronologia degli antichi Ebrei, Egizzj, Caldei, Greci, e Latini... Ed Esame intorno la foggia de i loro anni..., 1737, p. 173 - LIV)